# Ancistrolepis
Ancistrolepis is een geslacht van weekdieren uit de klasse van de Gastropoda (slakken).

## Soorten
- Ancistrolepis californicus Dall, 1919
- Ancistrolepis eucosmius (Dall, 1891)
- Ancistrolepis grammatus (Dall, 1907)
- Ancistrolepis hikidai Kuroda, 1944
- Ancistrolepis kawamurai Habe & Ito, 1972
- Ancistrolepis sasakii (Habe & Ito, 1970)
- Ancistrolepis vietnamensis Sirenko & Goryachev, 1990